# Barrage Kinzua
Pour les articles homonymes, voir Kinzua.
Le barrage Kinzua (en anglais : Kinzua Dam) est un barrage américain dans le comté de Warren, en Pennsylvanie. Ce barrage poids sur le cours de l'Allegheny est à l'origine du réservoir Allegheny. Il est protégé au sein de la forêt nationale d'Allegheny.